# مواويل باب الأغا (مسرحية)
مواويل باب الآغا مسرحية كوميدي شعبية عراقية عرضت عام 2002، في بغداد 

## نبذة عن العمل
النص المأخوذ عن عمل المؤلف المسرحي برتولت بريشت «أوبرا القروش الثلاثة»، وفق معالجة استعانت بالأجواء الشعبية البغدادية بحسب ملامح أربعينات القرن الفائت، ويتجه لمحاكاة عروض فرقة «المسرح الفني الحديث» في جانبها الشعبي الرومانسي عن الثورية ومواجهة الاستعمار أثناء العهد الملكي، فجاء حكاية عادية من دون روح تعبيرية وليحفل بجملة «مواويل» وتقوم على موازنة ما بين أنماط المسرح «الجاد» والمسرح «التجاري».

## طاقم العمل
- سلمى سالم (تمثيل)
- عبد الخالق المختار (تمثيل)
- سمر محمد (تمثيل)
- آسيا كمال (تمثيل)
- محمد طعمة (تمثيل)
- لمياء بدن (تمثيل)
- ياسين لطيف (تمثيل)
- حيدر منعثر (تمثيل)
- محمد هاشم (تمثيل)
- علي قاسم الملاك (تمثيل)[4]
- عبد الوهاب عبد الرحمن: (إعداد)
- فاضل خليل: (مخرج)
- فلاح إبراهيم: (مخرج مساعد)
- حسين غريب: (ديكور)
- حسين فاضل خليل: (تصميم إضاءة)